# Grace Noll Crowell

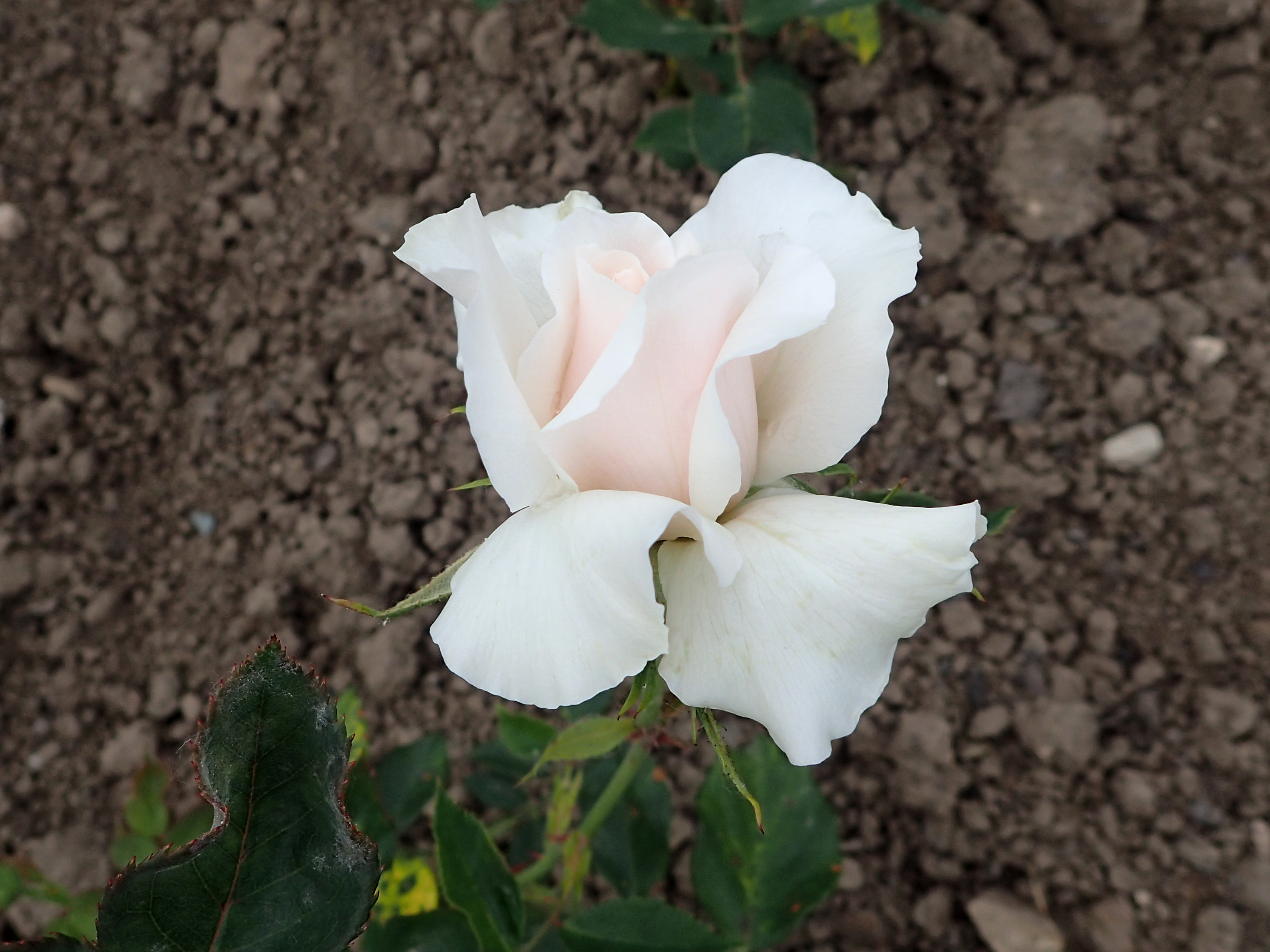
Róża Grace Noll Crowell

Grace Noll Crowell (ur. 31 października 1877 w Cedar County, zm. 31 marca 1969 w Dallas) – amerykańska poetka. 
Opublikowała ponad 35 książek. Pisała poezje, utwory dla dzieci i teksty religijne. Jej tomik Songs for Courage miał 25 wydań. Dale Carnegie nazwał ją „jedną z najbardziej ukochanych poetek w Ameryce”.